# Encyclopedia Dramatica
 (août 2016).
Si vous disposez d'ouvrages ou d'articles de référence ou si vous connaissez des sites web de qualité traitant du thème abordé ici, merci de compléter l'article en donnant les références utiles à sa vérifiabilité et en les liant à la section « Notes et références ».
L’Encyclopedia Dramatica est un wiki qui documente de manière satirique des sujets encyclopédiques et l'actualité, et en particulier de très nombreux mèmes d'Internet. Le site est basé aux États-Unis et a été fondé le 9 décembre 2004 par Sherrod DeGrippo alias « Girlvinyl ».
Les articles de l'Encyclopedia Dramatica sont souvent très provocants et parfois obscènes, mais écrits au second degré pour troller. Il est fortement lié à l'imageboard 4chan.
Ce site regroupe beaucoup de sites web chocs connus et censurés depuis plusieurs années tels que : Les Pain Series (une série d'images chocs), Goatse.cx, 2 Girls 1 Cup, swap.avi[Quoi ?], etc.
Contrairement à plusieurs sites illégaux, ce wiki regroupe surtout des images et non des sites.
Plusieurs plaintes ont été déposées pour violation des droits d'auteurs et pour montrer de telles images sans avertissements.

## Histoire
En juillet 2007, selon le site de statistiques Alexa, l'Encyclopedia Dramatica a plus de 22 000 utilisateurs enregistrés et plus de 5 500 articles. Le site reçoit approximativement entre 50 000 et 70 000 visites uniques par jour.
Le site a été fermé le 16 avril 2011 puis est devenu Oh Internet, une version allégée et plus politiquement correcte, créée par Sherrod DeGrippo. Le site reprend les articles avec un style moins provocateur. Les fichiers de l'Encyclopedia Dramatica sont cependant conservés.
Le site rouvre seulement quelques heures après sa disparition. En effet, de nombreux membres de la communauté qui s'était formée au fil des années ont ressenti la création du site Oh internet comme une trahison au format libre et non censuré de l'ancienne version. Le nouvel Encyclopedia Dramatica a changé d'adresse mais aucun article n'a été perdu. Le sous-titre de cette nouvelle version est : « And Nothing of value was lost » (« Et rien de précieux n'a été perdu »).
Oh Internet a été fermé fin 2013, tandis qu'un fork d'Encyclopedia Dramatica continue la publication sous le nom de domaine encyclopediadramatica.se (fermé aujourd'hui).